# هفتکده
هفتکده، روستایی در دهستان سید ناصرالدین بخش زرین‌آباد شهرستان دهلران در استان ایلام ایران است.

## جمعیت
بر پایه سرشماری عمومی نفوس و مسکن در سال ۱۳۹۵، جمعیت این روستا برابر با ۲۳۹ نفر (۶۱ خانوار) بوده‌است.